# João Bonde
João José Jone Bonde znany jako João Bonde (ur. 9 stycznia 1997 w Beirze) – mozambicki piłkarz grający na pozycji pomocnika. Jest wychowankiem klubu Ferroviário Beira.

## Kariera klubowa
Swoją karierę piłkarską Bonde rozpoczął w klubie Ferroviário Beira. W sezonie 2016 zadebiutował w jego barwach w pierwszej lidze mozambickiej. W 2018 roku przeszedł do UD Songo. W sezonach 2016 i 2023 wywalczył z nim dwa mistrzostwa Mozambiku, a w sezonie 2021 został wicemistrzem kraju.

## Kariera reprezentacyjna
W reprezentacji Mozambiku Bonde zadebiutował 13 lipca 2022 roku w zremisowanym 0:0 i wygranym 5:4 po serii rzutów karnych meczu Pucharu COSAFA 2022 z Południową Afryką, rozegranym w Umlazi. W 2024 roku powołano go do kadry na Puchar Narodów Afryki 2023. Rozegrał w nim jeden mecz grupowy, z Ghaną (2:2).